# Guy Laporte (acteur)
Pour les articles homonymes, voir Laporte et Guy Laporte (homonymie).
Guy Laporte, né le 11 mars 1948 à Angers et mort le 11 décembre 2019 dans le 16e arrondissement de Paris, est un acteur français.

## Biographie
Guy Laporte a surtout joué aux côtés des acteurs du Splendid. C'est dans son premier métier de G.O. au Club Med qu'il rencontre les membres de la troupe (Thierry Lhermitte, Michel Blanc...) et le réalisateur Patrice Leconte. Lorsque la troupe se met à écrire son premier film, se passant dans un club de vacances, un rôle est tout naturellement prévu pour leur ami et vrai G.O.. Guy Laporte fait donc ses débuts d'acteur dans le rôle de Marcus, le chef du village dans Les Bronzés. La collaboration avec la troupe se passe tellement bien qu'elle engage l'année suivante Guy Laporte pour Les bronzés font du ski, où il est cette fois-ci le patron du magasin de ski. Par la suite, il retrouve ses comparses du Splendid pour de sympathiques seconds rôles : Michel Blanc dans Viens chez moi, j'habite chez une copine et Marche à l'ombre, Gérard Jugnot dans Pinot simple flic et Une époque formidable… ou Thierry Lhermitte dans Nuit d'ivresse. Luc Besson le dirige également dans Subway.
Au théâtre, il a collaboré plusieurs fois avec l'humoriste Marc Jolivet.
Guy Laporte meurt à l'âge de 71 ans le 11 décembre 2019 dans le 16e arrondissement de Paris, des suites de la maladie de Charcot diagnostiquée deux ans plus tôt. Il est incinéré au crématorium du Père-Lachaise et ses cendres sont dispersées au « Champ Mariette » à Saint-Germain-de-la-Coudre (Orne).

## Filmographie
- 1978 : Les Bronzés de Patrice Leconte : Marcus, le chef du village
- 1979 : Les Bronzés font du ski de Patrice Leconte : le cousin, amant de la femme de Popeye
- 1979 : Pierrot mon ami de François Leterrier (TV) : le bonimenteur
- 1980 : Alors... Heureux ? de Claude Barrois : le passant cabine téléphonique
- 1980 : Viens chez moi, j'habite chez une copine de Patrice Leconte : le collègue
- 1980 : Les Charlots contre Dracula de Jean-Pierre Desagnat : le 2e contrôleur dans le train
- 1981 : Les Enquêtes du commissaire Maigret d'Yves Allégret (série télévisée), épisode : Une confidence de Maigret
- 1982 : Ma femme s'appelle reviens de Patrice Leconte : le plongeur Cousteau
- 1982 : Le Voyageur imprudent de Pierre Tchernia (TV) : le bijoutier
- 1983 : Circulez y'a rien à voir de Patrice Leconte
- 1984 : Pinot simple flic de Gérard Jugnot : le patron du café
- 1984 : Marche à l'ombre de Michel Blanc : le routier
- 1984 : Subway de Luc Besson : le barman
- 1985 : Moi vouloir toi de Patrick Dewolf : le vendeur
- 1986 : Nuit d'ivresse de Bernard Nauer : le garçon de café
- 1986 : Le Beauf d'Yves Amoureux
- 1991 : Une époque formidable… de Gérard Jugnot : le clochard parfum
- 1991 : Simple mortel de Pierre Jolivet : le premier chasseur
- 1994 : Grosse Fatigue de Michel Blanc : l'animateur de la boîte de nuit
- 1997 : Un homme digne de confiance de Philippe Monnier (TV)
- 1998 :Une femme d’honneur : épisode « Mort en eaux troubles » : Monsieur Watrin
- 2006 : Concours de danse à Piriac de Marc Jolivet (TV) : l'ophtalmologue